# 艾琳·凱莉曼
艾琳·凱莉曼（英語：Erin Kellyman，1998年10月17日—）是一名英格蘭女演員，以在2018年《星際大戰外傳：韓索羅》中飾演恩菲斯·內斯特、2019年的BBC改編版本的《悲惨世界》中飾演愛波寧，以及在Disney+的漫威影集《獵鷹與酷寒戰士》中飾演卡莉·摩根索聞名。

## 早年生活
凱莉曼來自英格蘭史丹佛郡的譚沃思，曾就學於伯明罕奧米斯頓學院、羅萊特中學，並畢業於諾丁漢電視工作坊。

## 職涯發展
凱莉曼曾參演過由凱特琳·莫蘭、卡洛琳·莫蘭(Caroline Moran)姐妹編劇的Channel 4電視劇《異星災變》。她亦參演過2016年的BBC情境喜劇《The Coopers Vs The Rest》。
凱莉曼在2018年電影《星際大戰外傳：韓索羅》中被選為飾演掠奪者恩菲斯·內斯特，此角被報導為「我們都值得的反英雄」 和「電影裡最重要的新進角色」，她也因該角獲得國際認可。 為了獲得這個角色，凱莉曼經過三階段試鏡。
凱莉曼是唯一在第三階段和電影主角艾登·艾倫瑞克對戲的試鏡者，除了演戲之外，同樣完成特技測試。
凱莉曼亦出現於2019年BBC改編版本的悲慘世界電視劇，飾演愛波寧，與奧莉薇雅·柯爾曼、莉莉·柯林斯、大衛·奧伊羅、多明尼克·魏斯特同框演出。
她最初是試鏡珂賽特這個角色，卻被選角為愛波寧。 
凱莉曼讚揚BBC製作的多元性，承認她從來沒有想過她有機會在時代劇飾演這樣的角色。
凱莉曼曾出現於陶比·瓊斯的BBC Two黑色喜劇《Don't Forget the Driver》。 2020年，凱莉曼在BBC電視劇他們的生活中飾演Maya，一名來與遠房阿姨同住的小孩。
2021年，凱莉曼與安東尼·麥基、賽巴斯汀·斯坦在Disney+動作影集《獵鷹與酷寒戰士》一同演出，她飾演卡莉·摩根索，一名激進組織旗幟粉碎者的領導者。

## 個人生活
凱莉曼是名混血兒，她很樂意飾演跟她背景相同的角色，以呈現她一樣的女性。

凱莉曼是公開出櫃的女同志。2019年，她和她的女朋友Jordan O'Coy，一起參加驕傲遊行。

## 作品列表

### 電影
| 年份 | 名稱                 | 角色          | 備註 |
| ---- | -------------------- | ------------- | ---- |
| 2018 | 星際大戰外傳：韓索羅 | 恩菲斯·內斯特 |      |
| 2021 | 綠衣騎士             | Winifred      |      |
| 2024 | 唤醒                 | Anna          |      |
| 2024 | 戰火尋親路           | Doris         |      |
| 2025 | 28年毀滅倒數         |               |      |
| 2025 | 了不起的埃莉诺       |               |      |

### 電視劇
| 年份      | 名稱                    | 角色        | 備註                                                    |
| --------- | ----------------------- | ----------- | ------------------------------------------------------- |
| 2015–2016 | 異星災變                | Cathy       | 5集                                                     |
| 2017      | 廢柴舅舅                | Eleanor     | 單集                                                    |
| 2018–2019 | 悲惨世界                | 愛波寧      | 3 集                                                    |
| 2019      | Don't Forget the Driver | Kayla       | 6 集                                                    |
| 2020      | 他們的人生              | Maya        | 6 集                                                    |
| 2021      | 獵鷹與酷寒戰士          | 卡莉·摩根索 | 6 集                                                    |
| 2021      | 漫威影業：創作大本營    | 她自己      | 紀錄片; 單集: "Assembled: 《獵鷹與酷寒戰士》的製作幕後" |
| 2022      | 上層男孩                | Pebbles     |                                                         |
| 2022      | 風雲際會                | Jade        | 主要角色                                                |

## 外部連結
- 艾琳·凱莉曼在互联网电影资料库（IMDb）上的資料（英文）